# Patrizi Naro Montoro
I Patrizi Naro Montoro sono una famiglia della nobiltà romana, tuttora fiorente, originata nel ramo maschile dalla famiglia Naro, appartenente al patriziato municipale di Roma.

## Storia
La casata è nota fin dal secolo XIV con Paolo Naro che ricopriva la carica di Conservatore nel 1385 assurgendo, per cariche pubbliche civili, ecclesiastiche, e patrimonio, a notevole fama e ricchezza nella città.
Ancora oggi si possono vedere il palazzo loro residenza in piazza san Luigi dei Francesi (di fronte all'omonima chiesa), il palazzo Naro detto di Santa Chiara tra via Torre Argentina, via Nari e via Monterone. Un altro palazzo era situato in piazza Campo Marzio, rione di cui erano originari, e ancora il villino, sede dei noti Atelier degli Artisti al n. 54 di via Margutta, che in passato aveva preso dalla famiglia il nome di via Nara.
Un Tiberio Naro tornò a ricoprire la carica di Conservatore durante la metà del secolo XVI acquisendo numerose proprietà a sud-est di Roma, tra cui Dragoncello, Petronella, Monte Migliore e Porcigliano e Francesco Naro partecipò alla battaglia di Lepanto imbarcato nella nave Capitana al comando di Marcantonio Colonna. 

Con Bernardino Naro, figlio di Fabrizio, capofamiglia del ramo di Sant'Eustachio, e fratello del cardinale Gregorio, che acquisì la redditizia carica di Cancelliere del Popolo romano, i Naro acquistarono nel 1638 la contea di Mustiolo presso Civitella di Romagna. Dai Capponi acquisirono il feudo di Mompeo, nel 1646, con il titolo di marchese. Marchesi di Baldacchino dal 1640 sul feudo di Mustiolo che rivendettero nel 1647, e confermati nella dignità nel 1746 con la Bolla Urbem Romam di papa Benedetto XIV.
Nel 1750, a seguito del matrimonio di Francesco con Porzia, figlia ed erede del marchese di Montoro Giovanni Chigi Montoro, che ricopriva la carica di Foriere maggiore dei sacri palazzi apostolici, e di Maria Virginia Patrizi, la famiglia ne ereditò i cognomi, il blasone, anteponendo al proprio il cognome Patrizi per gli obblighi connessi alla successione fidecommissaria, e il possesso dei beni tra i quali vi erano il palazzo sito in piazza san Luigi dei Francesi, loro residenza, il palazzo Montoro nella via omonima, già vicolo di Corte Savella, la villa Patrizi a Porta Pia e i marchesati di Montoro, Paganico, Castel Giuliano e Sasso.
Giovanni Patrizi Naro Montoro, figlio di Francesco e Porzia, sposò la principessa Cunegonda di Sassonia-Lausitz, nipote di Augusto III di Polonia, da cui nacque il futuro cardinale Costantino Patrizi Naro; di salda fede cattolica e convinto antinapoleonico a causa del rifiuto di inviare due dei suoi figli nel collegio militare di La Fleche, subì la confisca dei beni e la deportazione a Fenestrelle presso Torino, successivamente con la Restaurazione fu nominato da Pio VII senatore di Roma, poi principe assistente al Soglio pontificio.
Nel 1816 i Patrizi Naro Montoro, come molte altre famiglie baronali romane, rinunciarono ai diritti feudali su Montoro, Mompeo, Sasso e Castel Giuliano, mantenendone tuttavia i titoli e beni allodiali.

## Vessilliferi di Santa Romana Chiesa
La famiglia godeva all'interno della Corte pontificia del titolo di Vessillifero dei Cavalleggeri e delle Lance Spezzate di Santa romana Chiesa sin dal 1638 nella persona del marchese Bernardino Naro per Breve di papa Urbano VIII solo in qualità di Comandante di tale corpo, lo stesso papa concesse ancora a Gio. Battista figlio di Bernardino la carica di Vessillifero della sua guardia del corpo dei Cavalleggeri; è da ricordare tuttavia che Bernardino Naro ricoprirà di nuovo sotto il pontificato di Innocenzo X, l'incarico di Capitano dei Cavalleggeri. Di questa carica venne fregiato successivamente anche il marchese Emilio de' Cavalieri e il marchese Patrizio Patrizi dal 1656, la cui casata si estinguerà in quella dei Naro. 

Nel 1668 la carica concessa nuovamente a Gio. Battista Naro era ancora nota come Vessillifero della Guardia Pontificia e solo dal 1676 si inizia a parlare dello Stendardo di Santa Chiesa portato da un componente della famiglia Naro, costituito di un drappo di seta rossa guarnita di frangia a fiocchetti pure di seta rossa intarsiata d'oro con cordoni e fiocchi simili, il drappo ha sparso nel campo stelle ricamate in oro e da ambo le parti nel mezzo lo stemma gentilizio del papa pro tempore ricamato in oro e in seta con i colori del suo blasone sovrastato dal triregno con le chiavi incrociate; la grande asta è di legno dorato terminando con la lancia di metallo inargentato... , nelle cerimonie pontificie era affiancato o preceduto dai due luogotenenti comandanti delle compagnie di Cavalleggeri.

Con lo scioglimento del corpo dei Cavalleggeri pontifici e la successiva istituzione nel 1801 ad opera di Pio VII della Guardia nobile, la carica divenuta ereditaria di Vessillifero di Santa Romana Chiesa venne poi mantenuta dalla famiglia fino alla soppressione di alcuni corpi militari ancora operanti nella Santa Sede, disposta da Paolo VI che già aveva decretato l'abolizione di ogni forma di ereditarietà con il Motu proprio Pontificalis Domus del 1968, con l'abolizione della Guardia nobile pontificia del cui corpo il Vessillifero ereditario rivestiva il ruolo di Comandante e Tenente Generale, con lettera al Segretario di Stato Jean Villot del 14 settembre 1970.

Ultimo Vessillifero ereditario di S.R.C. fu il marchese don Patrizio Patrizi Naro Montoro (1888-1968).

## Personaggi illustri della famiglia

### Cardinali
- Gregorio Naro
- Benedetto Naro
- Costantino Patrizi Naro

### Altri
- Beato Francesco Patrizi
- Francesco Patrizi, vescovo e umanista
- Francesco Patrizi, filosofo
- Saverio Patrizi, esploratore